# Mačaknar
Koordinati:   43°24′51″N, 16°08′05″E
Mačaknar je majhen nenaseljen otoček v Jadranskem morju. Pripada Hrvaški.
Otoček leži okoli 1,5 km južno od otoka Drvenik Veli. Njegova površina meri 0,028 km². Dolžina obalnega pasu je 0,67 km.